# World Series of Poker 2003
De World Series of Poker 2003 werd gehouden in de Binion's Horseshoe in Las Vegas van 23 april t/m 24 mei. Het was de 34ste editie van de World Series of Poker, het grootste pokerevenement ter wereld.

## Toernooien
| Event                                   | Winnaar               | Prijs    | Tweede                   |
| --------------------------------------- | --------------------- | -------- | ------------------------ |
| $500 Casino Employee's Limit Hold'em    | David Lukaszewski     | $35.800  | Paul Trieglaff           |
| $2.000 Limit Hold'em                    | Mohammed Ibrahim      | $290.420 | Jon Brody                |
| $1.500 Seven-card stud                  | Toto Leonidas         | $98.760  | Rallis Peter Tanagiotias |
| $2.000 Omaha Hi-Lo Split                | Chris Ferguson        | $123.680 | Barry Bindelglass        |
| $2.000 No Limit Hold'em                 | Jim Meehan            | $280.100 | Guy Calvert              |
| $1.500 Pot Limit Hold'em                | Prahlad Friedman      | $109.400 | Bernd Rygol              |
| $1.500 Seven Card Stud Hi-Lo Split      | Minh Nguyen           | $106.020 | Bob Mangino              |
| $1.500 Pot Limit Omaha                  | Erik Seidel           | $146.100 | Men Nguyen               |
| $2.000 H.O.R.S.E.                       | Doyle Brunson         | $84.080  | Brian Haveson            |
| $2.000 1/2 Hold'em, 1/2 Seven Card Stud | Chris Ferguson        | $66.220  | Diego Cordovez           |
| $2.500 No Limit Hold'em                 | Phi Nguyen            | $222.800 | Jim Miller               |
| $2.500 Limit Hold'em                    | Phil Hellmuth Jr      | $171.400 | Young Phan               |
| $2.500 Seven Card Stud                  | Michael Saltzburg     | $95.580  | Mimi Tran                |
| $5.000 No Limit Deuce to Seven Draw     | O'Neil Longson        | $147.680 | Allen Cunningham         |
| $5.000 No Limit Hold'em                 | Johnny Chan           | $224.400 | Surinder Sunar           |
| $1.500 Limit Omaha                      | Eddy Scharf           | $63.600  | Dave Colclough           |
| $1.500 Limit Hold'em                    | John Arrage           | $178.600 | Kathy Liebert            |
| $5.000 Seven-Card Razz                  | Huck Seed             | $71.500  | Phil Ivey                |
| $2.500 Omaha Hi-Lo Split                | Layne Flack           | $119.260 | Men Nguyen               |
| $2.000 Pot Limit Hold'em                | Mickey Appleman       | $147.280 | Brian Plona              |
| $1.000 Seniors' No Limit Hold'em        | Ron Rose              | $130.060 | Ron McMillan             |
| $2.500 Seven Card Stud Hi-Lo Split      | John Juanda           | $130.200 | Shahram Sheikhan         |
| $1.500 No Limit Hold'em                 | Amir Vahedi           | $270.000 | Cleve Haley              |
| $2.000 S.H.O.E.                         | Daniel Negreanu       | $100.440 | Jim Pechac               |
| $5.000 Pot Limit Omaha                  | Johnny Chan           | $158.100 | Emmanuel Sebag           |
| $1.500 Limit Hold'em Shootout           | Layne Flack           | $120.000 | Annie Duke               |
| $3.000 Limit Hold'em                    | Tom Jacobs            | $163.000 | Jan Sjavik               |
| $1.000 Ladies' 1/2 Hold'em, 1/2 Stud    | Barb Rugolo           | $40.700  | J. J. Liu                |
| $1.500 Omaha Hi-Lo Split                | Frankie O'Dell        | $133.760 | Bill Schonsheck          |
| $3.000 Pot Limit Hold'em                | Charles Keith Lehr    | $225.040 | Chris Ferguson           |
| $5.000 Seven Card Stud                  | Men Nguyen            | $178.560 | Mel Judah                |
| $3.000 No Limit Hold'em                 | Phil Hellmuth Jr.     | $410.860 | Daniel Negreanu          |
| $2.500 Pot Limit Omaha                  | John Juanda           | $203.840 | O'Neil Longson           |
| $5.000 Limit Hold'em                    | Juan Carlos Mortensen | $251.680 | Mark Gregorich           |
| $1.500 Ace to Five Triple Draw Lowball  | Men Nguyen            | $43.520  | Charles Keith Lehr       |

## Main Event
Het Main Event was het grootste toernooi van de WSOP van 2003. Het is een 10.000 dollar No-Limit Texas Hold'em toernooi. De winnaar van dit toernooi wordt gezien als de officieuze wereldkampioen poker. Er deden in totaal 839 spelers mee, op dat moment het grootste pokertoernooi ooit. Dit record werd tijdens de World Series of Poker 2004 verbroken.

### Finaletafel
| Positie | Naam             | Prijs      |
| ------- | ---------------- | ---------- |
| 1       | Chris Moneymaker | $2.500.000 |
| 2       | Sam Farha        | $1.300.000 |
| 3       | Dan Harrington   | $650.000   |
| 4       | Jason Lester     | $440.000   |
| 5       | Tomer Benvenisti | $320.000   |
| 6       | Amir Vahedi      | $250.000   |
| 7       | Young Pak        | $200.000   |
| 8       | David Grey       | $160.000   |
| 9       | David Singer     | $120.000   |

### Andere hoge posities
| Positie | Naam                 | Prijs   |
| ------- | -------------------- | ------- |
| 10      | Phil Ivey            | $82.700 |
| 11      | Minh Nguyen          | $80.000 |
| 12      | Dutch Boyd           | $80.000 |
| 13      | Kassem "Freddy" Deeb | $65.000 |
| 14      | Marcel Lüske         | $65.000 |
| 15      | Bruno Fitoussi       | $65.000 |
| 18      | Scotty Nguyen        | $55.000 |
| 19      | Howard Lederer       | $45.000 |
| 23      | Dennis Waterman      | $45.000 |
| 25      | Men Nguyen           | $45.000 |
| 27      | Phil Hellmuth        | $45.000 |
| 29      | Victor Ramdin        | $35.000 |